# 타인의 친절
《타인의 친절》(영어: The Kindness of Strangers)는 2019년 공개된 로네 셰르피 감독의 영화이다.
2019년 2월 베를린 영화제에서 처음 공개되었다.

## 줄거리
클라라 스콧은 남편 리처드의 폭력적인 결혼 생활에 지쳐 두 아들 앤서니와 주드를 데리고 뉴욕으로 떠난다. '휴가'라는 명목으로 떠났지만, 사실상 그들은 노숙자 신세가 되어 거리에서 차 안에서 잠을 자거나 물건을 훔쳐 생활하는 등 힘겨운 시간을 보낸다. 그러다 교회를 운영하며 노숙자들을 돕는 간호사 앨리스를 만나 도움을 받게 된다. 앨리스는 일자리를 잃고 거리로 내몰린 제프라는 청년과도 친분이 있다.
어느 날 밤, 갑작스러운 폭설 속에서 주드가 쓰러져 병원에 입원하게 되고, 클라라는 전과자 마크의 도움을 받게 된다. 처음에는 마크를 경계하던 앤서니도 점차 그에게 마음을 열게 된다. 앤서니는 아버지 리처드가 여성들에게 저지른 끔찍한 범죄들을 컴퓨터에서 발견하고, 마크의 도움으로 변호사를 선임해 리처드를 법정에 세우려 한다. 리처드는 자신을 돕지 않는 아버지에게 폭력을 휘두르고, 결국 법원에서 유죄 판결을 받고 종신형을 선고받는다.
힘든 시간을 보낸 후 집으로 돌아왔지만, 주드는 거리에서의 경험으로 인해 엄마와의 관계가 소원해진다. 하지만 결국 클라라를 용서한다. 영화의 마지막 장면에서는 제프가 마크의 고용주인 티모페이가 운영하는 레스토랑에서 일자리를 얻게 되면서 이야기가 마무리된다.

## 출연진
- 앤드리아 라이즈버러 - 앨리스 역
- 타하르 라힘 - 마크 역
- 조이 카잔 - 클라라 역
- 빌 나이 - 티모피 역
- 케일럽 랜드리 존스 - 제프 역
- 제이 배러셜 - 존 피터 역
- 에스벤 스메드 - 리처드 역
- 잭 풀턴 - 앤서니 역
- 핀리 워즈탁히송 - 주드 역